# Negocis de familia
Negocis de família (en castellano Negocios de familia) fue una telenovela valenciana coproducida por Estudios Valencia Televisión y Zebra Producciones y emitida en Canal 9 entre 2005 y 2007.

## Argumento
En un accidente aéreo se da por desaparecido a Lluís Noguera (Juli Mira). Sus sobrinos, Hèctor (Oriol Tarrasón) y Mª José (Silvia Rico), un matrimonio divorciado, heredan "El Olvido", un hotel con encanto situado en las cercanías de Denia, pero queda cerrado un segundo sobre, con unas condiciones que nadie sabe. Cuando llega el momento de abrir este sobre, una disposición sorprende a todo el mundo: hay un tercer heredero, Àngel (Alejandro Tous), hijo secreto de Lluís Noguera y la todopoderosa Aurora Payá (Carmen Belloch).
Hèctor y Mª José identifican a Aurora; fue su niñera hasta que desapareció. Lo que Aurora busca es vengarse de la familia Noguera, a la que culpa de sus desgracias. Cuando planea el asesinato de Hèctor, la víctima es Àngel, que frente los furiosos ojos de su madre, había iniciado una relación con Esther (Olga Alamán), hija de Hèctor y Mª José, pero también, y en secreto, con la propia Mª José, que se queda embarazada del que será el heredero de un gran imperio económico.
Los últimos acontecimientos han complicado la existencia de Mª José y Hèctor, que vive un acercamiento romántico con Carlota (Alicia Ramírez), mano derecha de Aurora, y madre biológica de Natalia (Anna Moret), a la que va dar en adopción a Aurora sin saberlo cuando era muy joven.
Lluís Noguera, con una identidad falsa vuelve a "El Olvido" y enfrenta a Aurora. Amor, pasión y odio, son los desencadenantes del asesinato de estos dos antagonistas. 
Ahora, el asesino aún está suelto, y todos tienen motivos; todos pueden ser el culpable...

## Reparto
- Silvia Rico - María José Noguera
- Oriol Tarrasón - Hèctor Noguera
- Olga Alamán - Esther Noguera Noguera
- Luis Mottola - Fabián Sabineli
- Mireia Pérez - Isabel
- Pep Sellés - Jordi
- Alejandro Tous - Ángel Payá
- Barbara Elorrieta - Sofía
- Marta Chiner - Luci
- Iolanda Munyoz - Elena
- Eva María Bau - Carmen
- Berna Llobell - Honorato Rius
- Alicia Ramírez - Carlota
- Aníbal Soto - David
- Paco Vila - Domingo
- Marc Clemente - Pau Noguera Noguera
- Aurora Carbonell - Glòria
- Emmanuel Esparza - Roberto
- Nelo Gómez - Miquel
- Carmen Benlloch - Aurora Payá
- Juli Mirá - Carbajal / Lluís Noguera
- Anna Moret - Natalia Payá
- Teresa Soria - Trini
- Rosario García - Anna

Con la colaboración especial:
- Remedios Cervantes - Marcela
- Lola Forner - Susana
- Rosana Pastor - Paula

## Producción
- Producción ejecutiva: Manel Cubedo - Natacha Kucic
- Producción ejecutiva RTVV: Francesc Picó
- Producción delegada RTVV: Paula Cervera
- Dirección de producción: Iraida Trujillo - José Jaime Linares
- Dirección de arte: Carlos Zaragoza - Rafa Vicent
- Música: Rubén Zapater - Iván Giménez
- Dicrección de fotografía: Willy Abad - Ximo Fernández
- Director: Juanma M. Manzanares - Paloma Martín Mateos
- Dirección - Realización: Jaume Bayarri - Claudia Pinto - Alicia Puig - Alberto Fernández - Marta Palacios
- Biblia: Ada Hernández - Natacha Kucic - Manel Cubedo
- Argumento: Manuel Cubedo
- Coordinación: Miquel Peidró
- Guion: Pepe Tienda - Adolfo Puerta
- Guionista en plató: Joana M. Ortueta

- Datos: Q11695273